# NGC 1404
NGC 1404 est une vaste galaxie elliptique située dans la constellation de l'Éridan. NGC 1404 a été découverte par l'astronome britannique John Herschel en 1837.

## Caractéristiques
NGC 1404 est une galaxie à raies d’émission étroites (NELG pour narrow emission line galaxy) et elle présente également des raies d'absorption dans son spectre (ALG pour absorption line galaxy).

### Distance
Sa vitesse par rapport au fond diffus cosmologique est de 1 855 ± 8 km/s, ce qui correspond à une distance de Hubble de 27,4 ± 1,9 Mpc (∼89,4 millions d'al).
À ce jour, 54 mesures non basées sur le décalage vers le rouge (redshift) donnent une distance de 19,269 ± 2,754 Mpc (∼62,8 millions d'al), ce qui est à l'extérieur des valeurs de la distance de Hubble. Notons que c'est avec la valeur moyenne des mesures indépendantes, lorsqu'elles existent, que la base de données NASA/IPAC calcule le diamètre d'une galaxie et qu'en conséquence le diamètre de NGC 1404 pourrait être d'environ 103,0 kpc (∼336 000 al) si on utilisait la distance de Hubble pour le calculer.

### Morphologie
NGC 1404 a été utilisée par Gérard de Vaucouleurs comme une galaxie de type morphologique E1 dans son atlas des galaxies,.

## Les nombreux amas globulaires de NGC 1404
Comme pour la plupart des galaxies elliptiques, NGC 1404 est riche en amas globulaires. On y en recense environ 725, mais elle pourrait avoir perdu la majorité d'entre eux en raison d'interactions gravitationnelles avec NGC 1399, la galaxie la plus brillante de l'Amas du Fourneau. Des observations du télescope à rayons X Chandra montrent ainsi les influences subies par NGC 1404 au sein de l'amas,.

## Supernova
Deux supernovas ont été découvertes dans NGC 1404 : SN 2007on et SN 2011iv.

### SN 2007on
Cette supernova a été découverte le 25 mai par les astronomes français Christian Pollas de l'observatoire de la Côte d'Azur et Alain Klotz de l'observatoire de Haute-Provence. Cette supernova était de type Ia.

### SN 2011iv
Cette supernova a été découverte le 2 décembre par l'astronome amateur néo-zélandais Stu Parker. Cette supernova était de type Ia.

## Groupe de NGC 1316 et l'amas du Fourneau
NGC 1404 fait partie du groupe de NGC 1316. Ce groupe est aussi membre de l'amas du Fourneau, et il comprend au moins 20 galaxies, dont les galaxies IC 335, NGC 1310, NGC 1316, NGC 1317, NGC 1341, NGC 1350, NGC 1365, NGC 1380, NGC 1381, NGC 1382 et NGC 1404.

## Galerie

NGC 1404 par le télescope spatial Hubble. Le carré vert indique la position de la supernova SN 2007on[18].
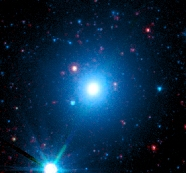
NGC 1404 en infrarouge par le télescope spatial Spitzer.
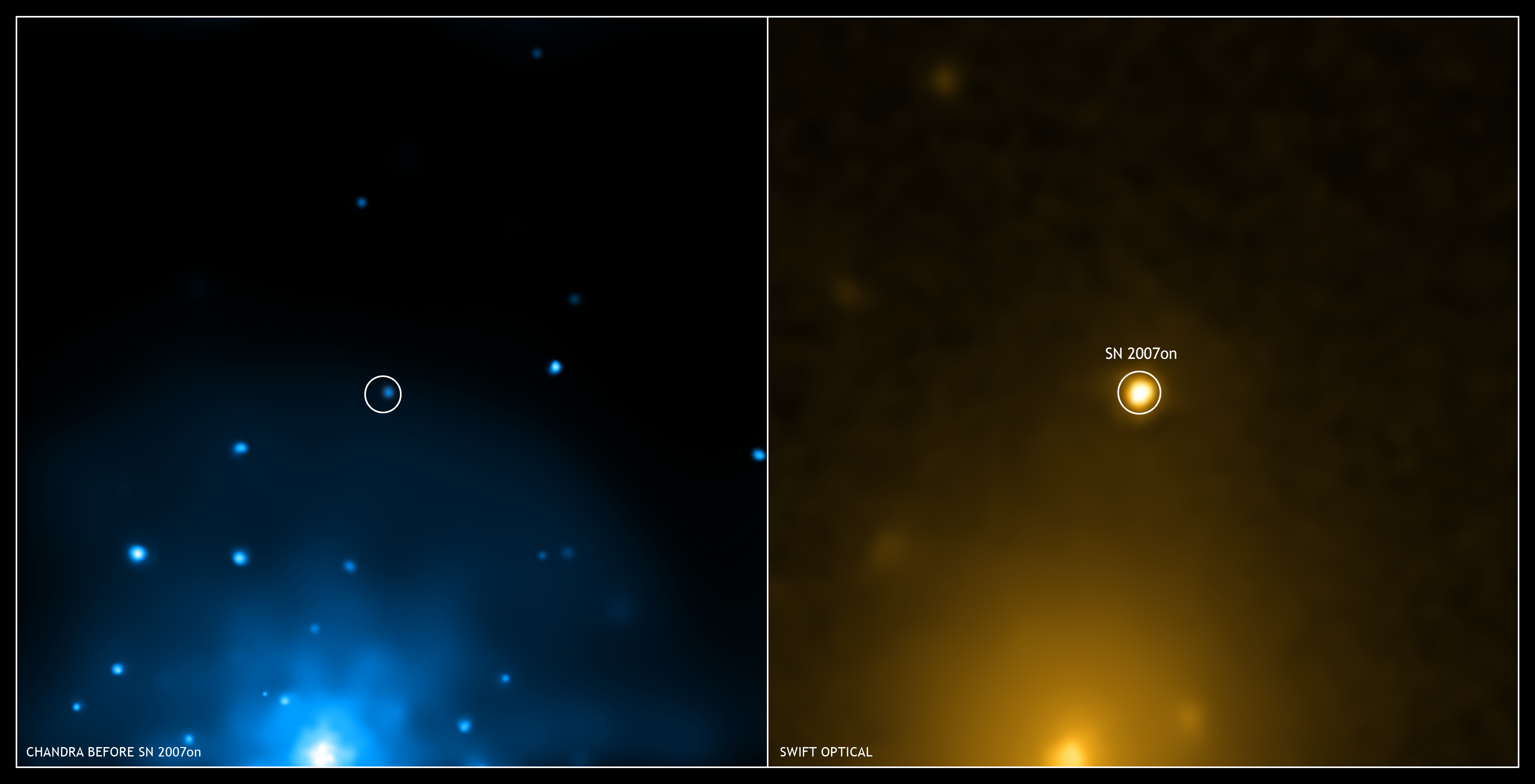
Position de la supernova SN 2007 on par le télescope spatial Chandra